# 신고 시게오
신고 시게오(新郷重夫, 1909–1990)는 일본의 산업 기술자였으며 제조 관행과 토요타 생산 방식 분야에서 세계 최고의 전문가로 여겨졌다.

## 같이 보기
- 오노 다이이치
- 린 생산
- 과학적 관리법
- 토요타 생산 방식